# المركز القومي للبحوث (السودان)
المركز القومي للبحوث تأسس عام 1970 تحت مسمى المجلس القومي للبحوث. والذي يتكون من عدة مجالس، في العام 1991 تحول اسم المجلس للمركز القومي للبحوث.

## تخصصاته
صميم عمله إجراء البحوث العلمية، ويحتوي المركز على سبعة معاهد توجد في أماكن متفرقة كلها تتبع للمركز القومي للبحوث الذي يتم تمويله من وزارة المالية وتخصص له ميزانية خاصة.

## الهيكل التنظيمي للمعهد
المركز يشكل هيكله التنظيمي وفق قانون المركز بما يحقق استراتيجياته. تم اجازة أول هيكل تنظيمي للمركز علم 2013.
للمجلس إدارة وله مدير عام ونائب مدير عام ووكيل وهنالك مدراء لكل المعاهد.
تقدر القوة العاملة في عام 2013 حوالي 845 فيهم 460 باحث وتقانى وباقى القوة قوة مساعدة من موظفين وعمال وغيره.

## إصدارات المركز
للمركز عدة إصدارات علمية ورقية وهي كالاتي:
- مجلة البيئة
- الباحث الصغير
- التقرير السنوي للمركز القومي للبحوث للعام 2015م
- الخردل
- دليل المركز القومي للبحوث
- المعتقدات والممارسات التقليدية المؤثرة في صحة الاسرة

## المعاهد التابعة للمركز
- معهد ابحاث طب المناطق الحارة
- معهد الأبحاث الهندسية
- معهد أبحاث النباتات العطرية والطبية
- معهد التوثيق والمعلومات والإعلام العلمي
- معهد البيئة والموارد الطبيعية والتصحر
- معهد التقانة الحيوية والهندسة الوراثية
- معهد الاستشعار عن بعد بالزلازل
- معهد علوم الفضاء والطيران

## الجوائز والزمالات العلمية
حاز المركز القومي للبحوث على عدد من الجوائز والزمالات العلمية:
- جائزة الاتحاد الأفريقي وأكاديمية العالم النامي للعلميين السودانيين الشباب للعام 2013م – في مجال علوم الحياة، وهي جائزة يمنحها الاتحاد الأفريقي وأكاديمية العالم النامي للعلوم. لقد حصل على هذه الجائزة أحد الباحثين بمعهد أبحاث البيئة والموارد الطبيعية والتصحر.
- زمالة C.V Raman للباحثين الأفارقة من المعهد الهندي للبحوث الزراعية، نيودلهي/ الهند، استفاد منها أحد الباحثين في مجال المبيدات الميكروبية بمعهد أبحاث البيئة والموارد الطبيعية والتصحر.
- زمالة C.V Raman للباحثين الأفارقة من المعهد الهندي للبحوث، استفاد من المنحة أحد الباحثين من هيئة الاستشعار عن بعد وعلوم الزلازل في مجال تحليل معلومات زلزالية تعنى بالتعرف على الطبقات التحتية العميقة وخصائصها الهندسية.
- زمالة C.V Raman للباحثين الأفارقة لزيارة بحثية لمركز التقانة الحيوية والهندسة الوراثية نيودلهي/ الهند، استفاد منها أستاذ مشارك في مجال الأحياء الجزيئية بهيئة التقانة الحيوية والهندسة الوراثية.
- الزمالة الدولية للسرطان، جمعية السرطان الأمريكية منحت زيارة بحثية لجامعة Purdue بأمريكا لأستاذ باحث مساعد في مجال التقانة الحيوية الطبية بهيئة التقانة الحيوية والهندسة الوراثية.
- زمالة منظمة العلوم للمرأة في العالم النامي (OWSD) لدراسة الدكتوراه لتقاني في مجال التقانة الحيوية الطبية بهيئة التقانة الحيوية والهندسة الوراثية.
- برنامج الزمالة الهولندية NFP   للدول النامية، استفاد من المنحة أحد التقنيين من هيئة الاستشعار عن بعد وعلوم الزلازل في مجال نمذجة المياه.
- زمالة بحثية من جامعة جوهانسبيرغ بجنوب أفريقيا لدراسة تصلب الأراضي باستخدام تقنية الاستشعار عن بعد.

## المشاريع البحثية
توجد العديد من المشاريع البحثية والعلمية للمركز التي ساهمت في في كثير من المجالات العلمية والبحثية

### مجالات البيئة والموارد الطبيعية والتصحر
- أبحاث الأسمدة والمبيدات الحيوية.
- تنمية الإنتاج الحيواني في المناطق المتصحرة عبر تطبيق التقانات الحديثة.
- تربية محاصيل مقاومة للجفاف وسريعة النضج ملائمة للأراضي الجافة.
- متابعة ومراقبة الزحف الصحراوي.
- إستصلاح التربة والمحافظة عليها ومعالجة الأراضي الملوثة بالمخلفات الكيميائية.
- إدارة وتدوير المخلفات.
- حصاد المياه، ونماذج الهيدرولوجيا المتكاملة للمياه في المناطق القاحلة وشبه القاحلة.
- زراعة الجاتروفا لإنتاج الوقود الحيوي.
- المصادر المحتملة لتلوث مياه الشرب وطرق معالجتها.
- الموارد الرعوية بالمناطق الجافة.
- التنوع الإحيائي والإستغلال الأمثل للموارد السمكية.
- تربية النحل وإنتاج العسل.
- الدراسات الاقتصادية والاجتماعية في المناطق المتصحرة.

### مجالات التقانة الحيوية والهندسة الوراثية
- إجراء البحوث المتعلقة بالأحياء الجزيئية والمتضمنة توصيف جزيئي للنباتات والكائنات الدقيقة.
- استخدام الميكروبات في إصحاح البيئة بالتخلص من الملوثات الكيميائية.
- استخدام الميكروبات الاقتصادية في الصناعة مثل إنتاج المضادات الحيوية والإنزيمات وحفظ الأغذية.
- إنتاج مواد أيضية فعالة من نباتات طبية عن طريق زراعة المعلقات الخلوية.
- تطوير المحاصيل الحقلية المهمة عن طريق زراعة الخلايا غير المتميزة والإكثار الدقيق.
- إنتاج الخمائر من مصادر وراثية سودانية.
- إنشاء وتأهيل مركز الثروة الميكروبية في السودان.
- دراسة وبائية فيروس الحصبة الألمانية في بعض ولايات السودان.
- المسح الأحيائي والتحليل الكيميائي للموارد النباتية الاقتصادية ودراسة مركبات الأيض الثانوية بها والعوامل المؤثرة عليها.

### المجالات الطبية والصيدلانية والعطرية
- دراسات اللشمانيا وذبابة الرمل.
- استخدام تقنية الذكور العقيمة في مكافحة البعوض الناقل للملاريا بالولاية الشمالية.
- تقييم أثر عقاقير الملاريا المستخدمة حالياً (ACT) على انتشار الطفرات الجينية بطفيل بلازموديوم فالسيبارام المرتبطة بمقاومة العقاقير خلال 10 سنوات في شرق السودان (القضارف).
- أثر العلاج الجماعي في موسم إنتشار مرض الملاريا على عقاقير الملاريا في شرق السودان.
- برنامج الدرن المدعوم من وكالة الطاقة الذرية (RAF / 6040) لمعرفة وتحديد باكتريا السل المقاومة للعقار باستخدام طرق تقنية حديثة.
- تقييم تشخيص الدرن سالب اللطاخة المدعوم من منظمة الصحة العالمية والبرنامج القومى لمكافحة الدرن بولايات الخرطوم وكسلا والقضارف.
- دراسة جينية للمكورات العنقودية الذهبية المقاومة للميثيسيلين والمكورات العنقودية الذهبية الحساسة للميثيسيلين  بولاية الخرطوم.
- تحديد مدى إنتشار السل الرئوي بولاية القضارف باستخدام صبغة زيل نيلسون وتفاعل التسلسل البلمري.
- التشخيص المتطور لطفيل التربانوسوما في ذباب التسى تسى (Xeno-monitoring).
- إنتاج كواشف اختبارات وانتجين الليشمانيا الحشوية (بالإشتراك مع المعمل المركزي بوزارة العلوم والاتصالات).
- اكتشاف نباتات طبية وعطرية فعالة لعلاج التربانسوما.
- استخدام النباتات الفعالة ضد الطفيليات والعوائل الوسيطة.
- استخدام النباتات الفعالة ضد الأمراض الميكروبية المتوطنة.
- استخدام النباتات الفعالة ضد طفيل الملاريا.
- النباتات التي لها تأثير على جهاز المناعة والخلايا السرطانية.
- النباتات التي لها فعالية في التئام الجروح.
- عزل مضادات أكسدة طبيعية من النباتات الطبية السودانية.
- تثبيط نشاط الإنزيمات التي لها علاقة بالأمراض المتوطنة في السودان.
- النباتات الواقية للكبد.
- النباتات المعالجة لمرض فقر الدم.
- النباتات المعالجة لمرض البول السكرى.
- النباتات المضادة للإلتهابات.
- النباتات التي تستخدم لعلاج القرحة.
- سمية النباتات الطبية بأنواعها المختلفة وتحديد الجرعة المميتة لنصف حيوانات التجربة  LD50.
- التصنيع الدوائي.
- إنتاج مستحضر صيدلانى من نبات السنمكة كمسهل.
- بيبلوغرافيا النباتات الطبية.
- تثقيف الامهات في الممارسات الصحية التقليدية.
- البصارة السليمة.
- إعداد منهاج لتدريب العشابين.
- دراسة أثر المعاملات الفلاحية ومعاملات ما بعد الحصاد على إنتاج وجودة النباتات الطبية والعطرية.
- حفظ الأصول الوراثية.
- نقل وتوطين تقانة إنتاج نبات الخلة البلدية بمشروع الحمداب بالتعاون مع هيئة تطوير الزراعة بسد مروي.
- استخدام وأقلمة نباتات النعناع الفلفلي والعطر البلدي.
- إنتاج وإكثار صنفين من نبات القضيم والتحليل الكيميائي للثمار.
- تقييم الحرجل كمحفز لنمو وإنتاجية النباتات الطبية والعطرية.

### المجالات الهندسية والتقنية
- إجراء بحوث في مجال التقانات الموائمة والتنمية العمرانية. ومن أمثلتها مشاريع إنتاج ماكينات الطوب المثبت النصف هايدروليكية والهايدروليكية وتطوير الصناعات الصغيرة (قشارات الفول وابتكار عصارات زيوت) بالإضافة للمشاريع التي تهدف إلى ترقية البيئة السكنية عن طريق الإدارة المثلى للنفايات.
- إجراء البحوث في مجال الفلزات والخزفيات مثل إنتاج المرسليا من خامات محلية واستنباط طرق لتنقية الفلزات والمعادن.
- مشاريع علوم المواد مثل صناعة أخشاب مركبة ومواد لاصقة ذات أصول طبيعية وصناعة الورق من بعض الخامات الشجرية والألياف الطبيعية واشتقاق محسنات لب الورق من مصادر طبيعية.
- تطوير استخدام تقانات الإلكترونات والاتصالات.

### مجالات الاستشعار عن بعد والزلازل
- استخدام الاستشعار عن بعد للحد من النزاعات في ولايات التماس بين السودان ودولة جنوب السودان.
- رصد وتقييم آثار السيول والفيضانات لعام 2013م (ولاية الخرطوم).
- بناء القدرات في مجال إدارة الكوارث وتفعيل ومتابعة توصيات بعثة الامم المتحدة للتعامل مع الكوارث عبر معلومات تقانات الفضاء برنامج SPIDER.
- إنشاء وتحديث قواعد بيانات الموارد الطبيعية والبيانات الأساسية.
- دراسة آثار تغيرات غطاء الأرض والمناخ على المنظومة الهايدرولوجية لوادي الهواد بمنطقة أبودليق.
- النمذجة الهيدولوجية لحوض وادي الملك لتقدير الجريان السطحي وتأثير غطاء الأرض.
- رصد وتقييم التغير البيئي في السودان.
- أثر تغير المناخ على مستوى ارتفاع البحر الأحمر في الساحل السوداني بالتركيز على البيئات الأساسية.
- الدراسات الجيولوجية والجيوفيزيائية لوسط وغرب السودان.
- تقييم المخاطر الزلزالية للسودان.
- تقييم المخاطر الزلزالية لبعض المدن الكبري (مثل مدينة عطبرة).
- التمنطق الزلزالي حول ولاية الخرطوم.

### مجالات المكتبات والإعلام
سجل أبحاث المركز القومي للبحوث الجزء الثاني والجزء الثالث.
- مجلة المستخلصات السودانية.
- مجلة البحوث.
- مجلة الباحث الصغير.
- الخدمات والنظم المعلوماتية.
- مجلة العلوم

### مجالات أبحاث الفضاء والطيران
- إنشاء محطة أرضية لاستقبال بيانات الأقمــار الاصطناعية.
- إنشاء ورشة لتصنيع الطائرات الصغيرة بدون طيار.
- إنشاء مرصد فلكي بصيانة التلسكوب الروسي القديم وإضافة تلسكوبات صغيرة.
- إنشاء نادي لهواة الفلك والطائرات المسيرة لا سلكياً.
- تصميم منظومات استطلاع جوي.

## مقالات ذات صلة
وزارة التعليم العالي والبحث العلمي

## روابط خارجية
الموقع الرسمي المركز القومي للبحوث